# Ben Cross
Harry Bernard (Ben) Cross (Londen, 16 december 1947 - Wenen, 18 augustus 2020) was een Brits acteur, bekend door onder meer de rol van Harold Abrahams in de Oscars winnende film Chariots of Fire uit 1981.

## Levensloop
Cross werd geboren in Londen in een Iers katholiek arbeidersgezin. Zijn moeder was schoonmaakster en zijn vader portier en verpleger. Hij bezocht de Bishop Thomas Grant School in Streatham in Zuid-Londen.
Hij heeft gewoond in Londen, Los Angeles, New York, Zuid-Spanje, Wenen en Sofia. Hij was drie keer getrouwd: van 1977 tot 1992 met Penny Butler (met wie hij twee kinderen kreeg), van 1996 tot 2005 met Michele Moerth en sinds 18 augustus 2018 met de Bulgaarse Deyana Boneva.
Ben Cross stierf in Wenen op 18 augustus 2020 na een kort ziekbed aan kanker, op 72-jarige leeftijd.

## Loopbaan
Cross begon zijn loopbaan als glazenwasser, ober en houtbewerker. Hij kwam in de theaterwereld terecht als decorbouwer bij de Welsh National Opera in Cardiff en als inspiciënt van het Alexandra Theatre in Birmingham. Daardoor kreeg hij de ambitie zelf te gaan acteren. In 1970 werd hij op 22-jarige leeftijd aangenomen door de Royal Academy of Dramatic Art (RADA).
Nadat Cross was afgestudeerd speelde hij in de Duke's Playhouse in Lancaster in onder meer Macbeth, The Importance of Being Earnest en Death of a Salesman. Hij trad toe tot de Prospect Theatre Company en speelde in Pericles, Twelfth Night en The Royal Hunt of the Sun. Cross maakte deel uit van de cast van de populaire musical Joseph and the Amazing Technicolor Dreamcoat en speelde in Leicesters Haymarket Theatre hoofdrollen in Equus, Mind Your Head en de musical Irma la Douce.
Zijn eerste verschijning op het witte doek kwam in 1976, toen hij naar Deventer ging om de rol van soldaat Binns te spelen in de oorlogsfilm A Bridge Too Far (Een brug te ver). In 1977 werd Cross lid van de Royal Shakespeare Company. Hij speelde in de première van Privates on Parade en was ook te zien in Wild Oats.
De weg naar internationale roem begon voor Cross in 1978 met het toneelstuk Chicago, waarin hij de rol van Billy Flynn speelde. Dankzij dat optreden werd hij aanbevolen voor de hoofdrol van de Joodse atleet Harold Abrahams in Chariots of Fire. Cross was ook op televisie te zien in de film Spartacus (2004) en de eerste twee seizoenen in de misdaadserie Banshee (2013-2014). Cross won in 2009 een gedeelde Boston Society of Film Critics Award met de cast van Star Trek, waarin hij Sarek speelde.